# 정윤민
정윤민(1977년 10월 11일 ~ )은 대한민국의 배우이다.

## 학력
- 용인대학교 연극영화학과 학사

## 경력
- 서울호서예술실용전문학교 연기예술계열 전임교수, 계열부장
- 서울예술실용전문학교 모델예술학부 모델연기학과 교수
- 경기대학교 서비스경영전문대학원 민간조사 최고위과정 홍보대사
- 세계호신권법연맹 홍보대사
- 서울예술직업전문학교 방송연예학부 방송연예학과 교수
- 서울예술직업전문학교 실용음악학부 실용음악학과 교수

## 출연작

### 영화
- 《죽지 않는 인간들의 밤》 (2020년) - 톱스타 역
- 《동창생》 (2013년) - 흉터 역
- 《점쟁이들》 (2012년) - 김군 역
- 《폭풍전야》 (2010년) - 마술사, 상병
- 《차우》 (2009년) - 박 순경 역
- 《그녀는 예뻤다》 (2008년) - 미영 남자친구 역
- 《6년째 연애중》 (2008년) - 권성철 역
- 《쏜다》 (2007년) - 형사 2 역
- 《잔혹한 출근》 (2006년) - 주백통 부하 1 역
- 《썬데이 서울》 (2006년) - 형사 2 역
- 《새드 무비》 (2005년) - 소방대원 1 역
- 《내 생애 가장 아름다운 일주일》 (2005년) - 이 형사 역
- 《S 다이어리》 (2004년) - 호우애인 종관 역
- 《태극기 휘날리며》 (2004년) - 보안 장교 역
- 《킬러들의 수다》 (2001년)

### 드라마 & 시트콤
- 《리갈 하이》 (JTBC, 2019년)
- 《무궁화 꽃이 피었습니다》 (KBS1, 2017년) - 박현수의 아버지 역
- 《베이비시터》 (KBS2, 2016년)
- 《마담 앙트완》 (JTBC, 2016년)
- 《저스티스팀: 범죄피해자를 구하라》 (웹드라마, 2016년) - 이석진 역
- 《KBS 드라마 스페셜 - 웃기는 여자》 (KBS2, 2015년) - 변범준 역
- 《롤러코스터 플러스 연애빅뱅》 (tvN, 2010년)
- 《그분이 오신다》 (MBC, 2008년)

### 연극
- 《그레이트 인생 어드벤쳐》 (2014년) - 남자 역
- 《데스트랩》 (2014년) - 포터 밀그림 역
- 《밑바닥에서》 (2014년) - 알료쉬까 & 타타르인 역
- 《못생긴 남자》 (2012년) - 레떼 역
- 《발칙한 로맨스 시즌 2》 (2012년) - 봉필 역
- 《발칙한 로맨스》 (2011년) - 봉필 역
- 《백설공주를 사랑한 난장이》 (2003년) - 꽃이슬 역
- 《생존도시》 (2002년) - 짱 역
- 《루나사에서 춤을》 (2000년) - 게리 역
- 《맥베스》 (1999년) - 멜컴 역